# Zeger Bernhard van Espen
Zeger Bernard van Espen (Leuven, 8 juli 1646 – Amersfoort, 2 oktober 1728), ook Espenius genoemd, was een Zuid-Nederlands rechtsgeleerde en hoogleraar in Leuven.

## Levensloop
Zeger van Espen, zoon van Jan Van Espen, gezegd Van Nieuwenhoven, rechtsgeleerd, en van Elisabeth Zegers, volbracht zijn studies aan de universiteit van Leuven. Hij werd priester gewijd in 1673 en bekwam zijn diploma van doctor in beide rechten in 1675. Hij kreeg korte tijd daarna een leeropdracht van zes weken per jaar in het Pauscollege, waarbij hij een of andere hoofdstuk uit de Decretales moest commentariëren. Zelfs deze bezigheid vond hij nog te veel en hij nam weldra ontslag, teneinde zich volledig aan de studie te kunnen wijden. Zijn reputatie groeide en hij werd stilaan veelvuldig geconsulteerd als een groot specialist van het kerkelijk recht. Dit was vooral het geval nadat zijn geschriften in druk werden uitgegeven. De kritiek groeide eveneens. Men vond dat hij nogal wat had overgenomen uit de werken van vroegere auteurs, meer bepaald uit die van de Franse oratoriaan Louis Thomassin (1619-1695). Men moest echter toegeven dat hij in een klare taal en met heldere woorden zaken kon uitleggen die bij die voorgangers obscuur waren gebleven. Zelfs paus Benedictus XIV erkende dit.
Zijn werk werd echter ook beschuldigd van jansenistische en gallicanistische tendenties. Hij ging zeer ver in het verdedigen van de voorrang van de burgerlijke overheid op de kerkelijke gezagdragers. Er moet wel worden aan toegevoegd dat hij soms evenmin mals was voor de burgerlijke overheid. Hij kwam ook op voor de bisschoppen en hun macht, omdat hij die van de religieuze orden wilde fnuiken.
Zijn belangrijkste werk, Jus ecclesiasticum universum, werd in 1704 op de index geplaatst. Een algemeen verbod van zijn werken volgde na zijn dood, in 1734.
Het was zijn inmenging in jansenistische discussies die hem de das omdeed. Hij nam, op verzoek van de jansenisten in Holland, de verdediging op zich van de consecratie als bisschop van Utrecht van de jansenist Cornelius Steenoven, die was gebeurd zonder de goedkeuring van Rome. Als gevolg van zijn stellingname werd hij door de aartsbisschop van Mechelen gesuspendeerd 'a divinis' en opgeroepen om de orthodoxe leer te onderschrijven. De burgerlijke overheid volgde en droeg de Universiteit van Leuven op om Van Espen te veroordelen en hem alle functies te ontnemen. Dit gebeurde in 1728.
Van Espen vluchtte toen naar Maastricht en vervolgens naar Amersfoort, waar hij steun en bescherming vond bij de jansenistische gemeenschap en van de Doos van Perrette. Hij overleed er nog datzelfde jaar.

## Publicaties

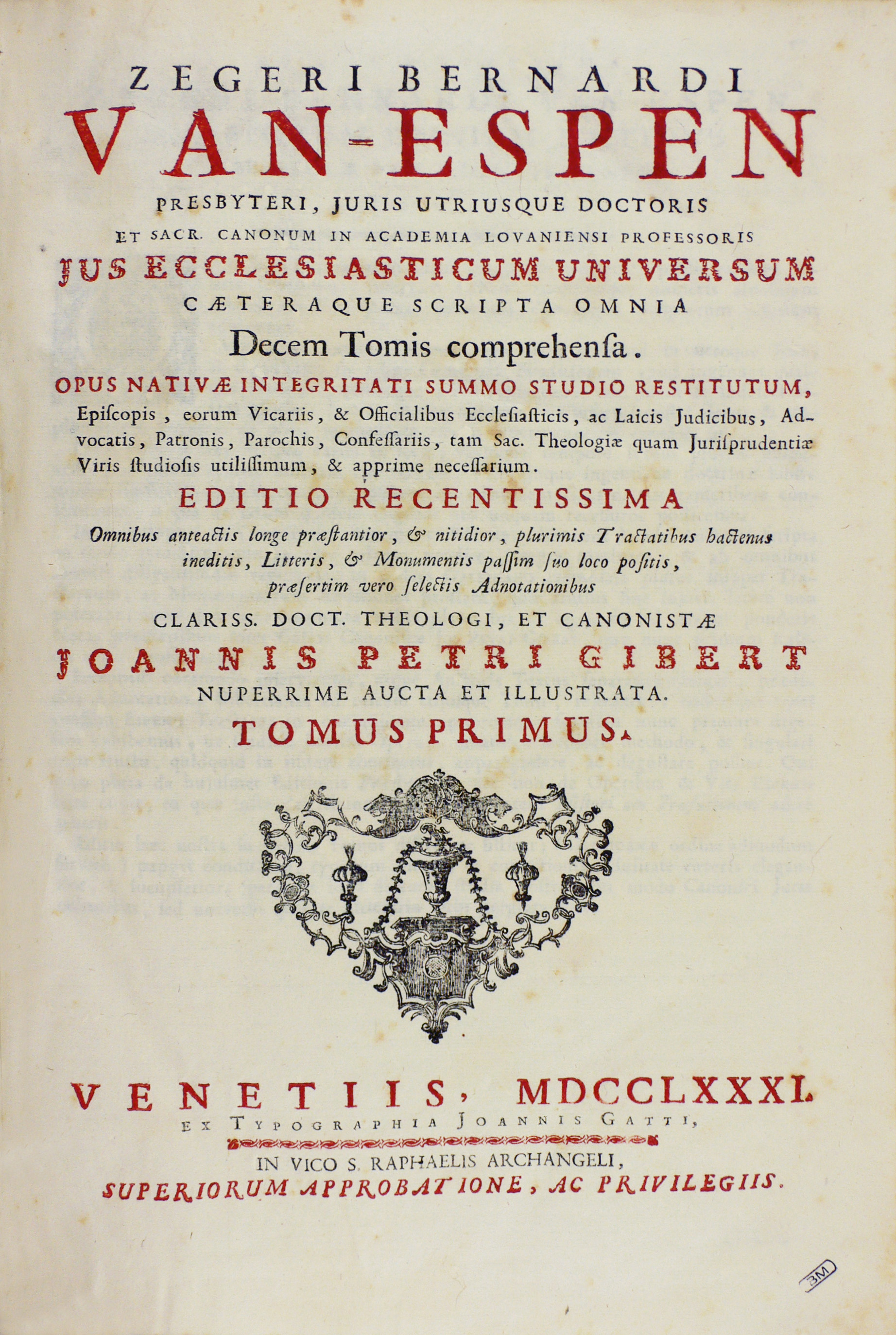
Jus ecclesiasticum universum, 1781.

- De simonia circa beneficia, administrationem sacramentorum et celebrationem missarum, item de pensionibus ecclesiastices, Leuven, 1686
- Jus ecclesiasticum universum, 2 dln., Leuven 1700; met herdrukken in Leuven, Keulen, Venetië, Rouen, Lyon en Madrid),
- Opera omnia canonica (6 dln., 1732; herdr. 1781 in 10 dln.)
- Supplementum ad varias collectiones operum, 1768.